# 가곡면 (단양군)
가곡면(佳谷面)은 대한민국 충청북도 단양군의 면이다.

## 역사
- 고구려시대 : 을아단현에 속함
- 신라시대 : 자춘현으로 내성군(영월)에 속함
- 고려시대 : 영춘군에 속함
- 1898년 무렵 : 영춘읍지에 의하면 군내면에 향산리·보발리, 대곡면에 대리·사평리, 가야면에 덕천리·대리·여천리가 있었다고 함
- 1909년 : 단양군 기록에 의하면 영춘군 군내면에 향산리·보발리, 대곡면에 어의곡리·대리·사평리, 가영면에 여천리·덕천리·가대리가 있었다고 함. 이 무렵에 대리에서 대대리로 명칭 변경이 있었을 것으로 추정됨.
- 1914년 : 부군면 통폐합으로 가야면과 대곡면이 합쳐지고 일부 마을을 편입하여 단양군 가곡면으로 개칭하고 있다. 당시 가곡면 7리는 여천리, 가대리(소재지), 덕천리, 사평리, 대대리, 어의곡리, 보발리이다.
- 1946년 : 영춘면 향산리가 가곡면에 편입됨.

## 행정 구역
| 법정리   | 행정리                    | 비고                   |
| -------- | ------------------------- | ---------------------- |
| 가대리   | 가대1리, 가대2리          |                        |
| 대대리   | 대대1리, 대대2리          |                        |
| 덕천리   | 덕천리                    |                        |
| 보발리   | 보발1리, 보발2리          |                        |
| 사평리   | 사평1리, 사평2리, 사평3리 | 면 행정복지센터 소재지 |
| 어의곡리 | 어의곡1리, 어의곡2리      |                        |
| 여천리   | 여천1리, 여천2리          |                        |
| 향산리   | 향산리                    |                        |